# Нгома, Патрик
Патрик Нгома (англ. Patrick Ngoma; 21 мая 1997) — замбийский футболист, нападающий клуба «Эль Иттихад Сакандари» и сборной Замбии.

## Клубная карьера
Нгома начал свою карьеру в чемпионате Замбии в клубе «Ред Эрроуз». В 2014 году он отметился 3 забитыми мячами в первенстве, отличившись в матчах с «Кабве Уорриорз», «Индени» и «Пауэр Дайнамоз».
Летом 2015 года нападающий перешёл в египетский клуб «Эль Иттихад Сакандари». 21 октября Патрик дебютировал в составе своего нового клуба, выйдя в стартовом составе в матче с «Асуаном». В этой встрече Нгома отметился результативной передачей.

## Карьера в сборной
Патрик 25 октября 2014 года дебютировал в составе сборной Замбии в товарищеской встрече со сборной Кот-д’Ивуара.
24 декабря 2014 года нападающий был включён в предварительный состав сборной для участия в Кубке африканских наций 2015. 7 января 2015 года Нгома попал в окончательную заявку на турнир. В Экваториальной Гвинее Патрик принял участие только в матче заключительного тура группового этапа против сборной Кабо-Верде.